# Dubai Tennis Championships 2006
Il Dubai Tennis Championships 2006 è stato un torneo di tennis giocato sulla cemento. 
È stata la 14ª edizione del Dubai Tennis Championships, 
che fa parte della categoria International Series Gold nell'ambito dell'ATP Tour 2006, 
e della Tier II nell'ambito del WTA Tour 2006.
Sia il torneo maschile che quello femminile si sono giocati al Dubai Tennis Stadium di Dubai negli Emirati Arabi Uniti,
dal 27 febbraio al 6 marzo.

## Campioni

### Singolare maschile
Rafael Nadal ha battuto in finale  Roger Federer con il punteggio di 2–6, 6–4, 6–4

### Singolare femminile
Justine Henin ha battuto in finale  Marija Šarapova con il punteggio di 7–5, 6–2

### Doppio maschile
Paul Hanley /  Kevin Ullyett hanno battuto in finale  Mark Knowles /  Daniel Nestor con il punteggio di 1–6, 6–2, [10–1]

### Doppio femminile
Květa Peschke /  Francesca Schiavone hanno battuto in finale  Svetlana Kuznecova /  Nadia Petrova con il punteggio di 3–6, 7–6, 6–3